# Amédée de Talaru
Amédée de Talaru (Lione, 1380/1390 – Lione, 11 febbraio 1444) è stato uno pseudocardinale francese.

## Biografia
Nacque a Lione tra il 1380 ed il 1390.
L'antipapa Felice V lo elevò al rango di cardinale nel concistoro del 12 novembre 1440.
Morì il 11 febbraio 1444 a Lione.

## Genealogia episcopale
La genealogia episcopale è:
- Vescovo Charles de Poitiers
- Arcivescovo Amédée de Talaru